# 주르제
주르제(독일어: Sursee)는 스위스 루체른주에 위치한 도시로 면적은 5.86km2, 높이는 504m, 인구는 9,621명(2016년 12월 기준), 인구 밀도는 1,600명/km2이다. 주르제는 젬파흐 호수의 북쪽 끝에 있으며, 주레강(Sure 또는 Suhre)이 호수를 빠져나는 곳(see)에서 그리 멀지 않은 곳이라 Sursee라는 이름이 붙었다.

## 역사
젬파흐 호수 기슭에는 신석기 시대부터 사람이 거주했다. 주르제 지자체는 유네스코 세계문화유산인 알프스 주변의 선사시대 말뚝 주거지의 일부인 할빈젤 선사 시대 말뚝 주거지 (또는 수상가옥)의 본거지이다. 할빈젤은 신석기 시대와 청동기 시대에 여러 번 정착했다. 할빈젤 유적지의 첼무스에서 맨 아래 층은 코르테이요 문화에서 가져온 것이다. 그 위에 여러 후기 청동기 시대 층이 있다. 감마인젤리(Gammainseli)에는 3개의 후기 청동기 시대 지층이 있다. 첼무스 유적지는 1806년에 발견되어 1902년, 1941년, 1991년 및 2005년에 발굴되었다. 청동기 시대 유적지에는 점토 바닥으로 된 여러 집이 있었다. 발굴에서 다수의 도자기, 청동, 뼈, 돌 및 부싯돌 항목이 발견되었다. 감마인젤리 유적지는 19세기부터 알려졌으며, 2005년에 잠수부들이 탐사하여 후기 청동기 시대의 도기 조각, 동물 뼈 및 몇 가지 청동 항목을 발견했다. 일부 신석기 부싯돌도 발견되었지만, 정착의 흔적은 발견되지 않았다.
로마 시대에는 도시의 서쪽에 비쿠스가 있었다. 8세기에는 마을이 점차 발전하는 주변에 목조 교회가 세워졌다. 목조 교회는 800년경 석조물로 대체되었다가 다시 1000년경에 재건되었다. 알레만니족 묘지와 또 다른 초기 중세 교회의 유적이 마을의 북동쪽에서 발굴되었다.

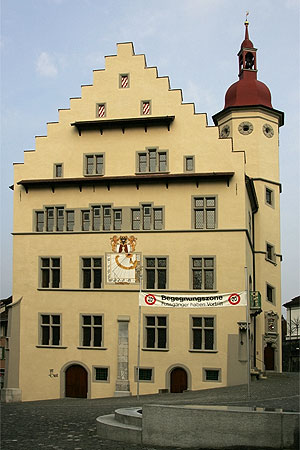
주르제, Rathaus (타운 의회 건물)과 Markthaus (시장)

주르제라는 이름은 1036년으로 거슬러 올라간다. 렌츠부르크의 울리히 1세는 마을을 베로뮌스터 수도원에 넘겼다. 마을은 13세기에 작은 마을로 성장했고, 1299년 오스트리아 공작에 의해 도시 권한을 부여받았다. 주르제는 1415년에 루체른에 의해 정복되었고, 새로운 영주 아래에서 도시 권한을 유지할 수 있었다.
19세기 후반에 용광로 공장인 오펜파브리크(Ofenfabrik) 주르제는 가장 큰 고용주로 성장했다. 1950년까지 주르제는 통제할 수 없는 성장의 영향을 받았고, 오늘날 많은 광역권 도시의 문제에 직면해 있다. 그러나 1990년대에 당국은 더 통제되고 더 높은 품질의 방향으로 성장을 이끌려고 노력했다. 2003년에는 건축 유산의 개발과 보존에 대한 공로로 주르제에게 바커상이 수여되었다. 주르제는 유서 깊은 구시가지를 박물관이나 빈 전시품으로 만드는 것을 피하면서 이전에는 통제할 수 없었던 확장을 통제하고 지시한 공로로 상을 받았다.

## 지리

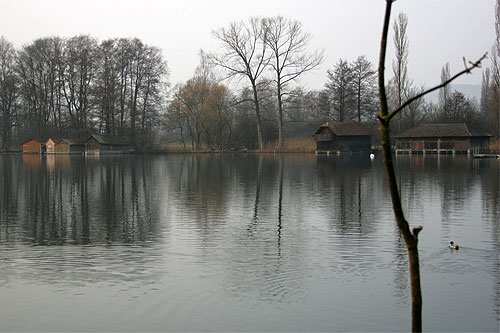
젬파흐 호수

주르제의 면적은 5.9k㎡이다. 이 지역의 30.7%는 농업용으로 사용되며 21.8%는 산림이다. 나머지 토지 중 46.8%는 정착지(건물 또는 도로)이고 나머지(0.7%)는 불모지(강, 빙하 또는 산)이다. 1997년 토지조사에서 전체 토지의 21.88%가 산림이었다. 농경지 중 28.72%는 경작이나 목초지에 사용되며 2.05%는 과수원이나 포도나무 작물에 사용된다. 정착지 중 17.95%는 건물로, 9.23%는 산업, 0.51%는 특별 개발, 3.76%는 공원 또는 녹지, 15.21%는 교통 기반 시설로 구성되어 있다.

## 인구통계
2020년 12월 31일 기준, 주르제의 인구는 10,361명이다. 2007년 기준으로 전체 인구의 16.9%가 외국인이다. 지난 10년 동안 인구는 6.7%의 비율로 증가했다. 2000년을 기준으로 인구 대부분이 독일어(86.9%)를 사용하며, 알바니아어가 두 번째로 많이 사용(2.8%)되고 세르보-크로아티아어가 세 번째(2.8%)로 사용된다.
2007년 선거에서 가장 인기 있는 정당은 30.8%의 득표율을 기록한 CVP였다. 다음으로 가장 인기 있는 3개 정당은 FDP (23.9%), SVP (19.7%) 및 SPS (12.4%)였다.
주르제의 연령 분포는 다음과 같다. 1,753명(인구의 20.2%)이 0~19세이다. 2,712명(31.2%)은 20~39세, 2,862명(32.9%)은 40~64세이다. 노인 인구 분포는 1,014명 또는 11.7%가 65-79세, 304 또는 3.5%가 80-89세, 43명 또는 인구의 0.5%가 90세 이상이다.
주르제에서는 인구의 약 68.3%(25-64세)가 비필수 고등교육 또는 추가 고등교육(대학 또는 응용학문대학 )을 완료했다.

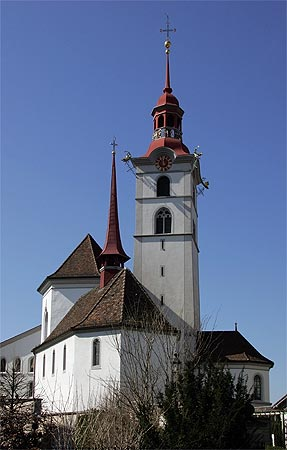
주르제의 성 게오르게 로마 가톨릭 교회

2000년 현재 3,288가구가 있으며, 그중 1,135가구(약 34.5%)가 1인 가구이다. 267명(약 8.1%)은 5인 이상의 대가족이다. 2000년 기준으로 시정촌에는 1,063개의 주거용 건물이 있었고 그 중 788개는 주택으로만 건축되었고 275개는 주상 복합 건물이었다. 자치단체에는 단독주택 418채, 다가구주택 120채, 다가구주택 250채가 있었다. 주택 대부분은 2층(317) 또는 3층(288)층 구조였다. 단층 건물은 33채, 4층 이상 건물은 150채에 불과했다.
주르제의 실업률은 2.37%이다. 2005년 기준으로 1차 경제 부문에 104명이 고용되어 있으며, 이 부문에 약 10개 기업이 참여하고 있다. 1,990명이 2차 부문에 고용되어 있고, 이 부문에 110개의 기업이 있다. 7,404명이 3차 부문에 고용되어 있으며, 이 부문에는 534개의 기업이 있다. 2000년 기준으로 지방 자치 단체 인구의 55.5%가 일정 수준으로 고용되었다. 같은 기간 여성은 전체 노동력의 46.4%를 차지했다.
2000년 인구 조사에서 주르제의 종교 회원은 다음과 같았다. 6,004명(74.5%)은 로마 가톨릭이고, 791명(9.8%)은 개신교이며, 269명(3.34%)은 다른 기독교 신앙을 갖고 있다. 2명의 개인(인구의 0.02%)이 유대인이다. 이슬람교는 381명(인구의 4.73%)이다. 나머지 중 다른 종교(기재되지 않음)에 속한 개인이 89명(1.1%), 조직화된 종교에 속하지 않은 사람이 299명(3.71%), 질문에 답변하지 않은 사람이 224명(2.78%)이었다.

## 교통
주르제역은 루체른-초핑엔-올텐 철도 노선의 장거리 정류장이자 주르제-트리엔겐 철도의 출발역이다. 또한 주르제는 주변 지역으로 가는 다양한 버스 노선의 출발점이기도 하다.
이 마을에는 A2 고속도로와 연결된 자체 고속도로가 있다.